# 로카라이놀라
로카라이놀라(이탈리아어: Roccarainola)는 이탈리아 캄파니아주 나폴리현에 위치한 코무네다. 나폴리로부터 북동쪽 약 30km 거리에 있다.